# Liste belarussischer Komponisten klassischer Musik
Dies ist eine Liste belarussischer Komponisten klassischer Musik.

## Liste
- Leu Abelijowitsch (1912–1985)
- Mikalaj Aladau (1890–1972)
- Anatol Bahatyrou (1913–2003)
- Aleh Chadoska (* 1964)
- Jauhen Hlebau (1929–2000)
- Dsmitry Kaminski (1907–1989)
- Wiktar Kapyzko (* 1956)
- Sjarhej Kartes (1935–2016)
- Wjatschaslau Kusnjazou (* 1955)
- Issak Ljuban (1906–1975)
- Ihar Lutschanok (1938–2018)
- Andrej Mdywani (1937–2021)
- Pjotr Padkawyrau (1910–1977)
- Jauhen Paplauski (* 1959)
- Ryhor Schyrma (1892–1978)
- Jury Semenjaka (1925–1990)
- Dsmitry Smolski (1937–2017)
- Uladsimir Soltan (1953–1997)
- Mikalaj Tschurkin (1869–1964)
- Aljaksej Turankou (1886–1958)
- Eta Tyrmand (1917–2008)
- Henrych Wahner (1922–2000)
- Kim Zessakou (1936–2018)
- Jauhen Zikozki (1893–1970)